# World Games 2017/Teilnehmer (Bulgarien)
| Gelbes Symbol für Goldmedaillen mit stilisierten Olympischen Ringen | Graues Symbol für Silbermedaillen mit stilisierten Olympischen Ringen | Braundes Symbol für Bronzemedaillen mit stilisierten Olympischen Ringen |
| ------------------------------------------------------------------- | --------------------------------------------------------------------- | ----------------------------------------------------------------------- |
| —                                                                   | 2                                                                     | —                                                                       |

Bulgarien nahm an den World Games 2017 in Breslau teil. Die bulgarische Delegation bestand aus vier Athletinnen und vier Athleten.

## Medaillengewinner

### Silber
| Name              | Sportart  | Wettkampf |
| ----------------- | --------- | --------- |
| Bogdan Shumarov   | Kickboxen | K1 71 kg  |
| Aleksandar Petrov | Kickboxen | K1 81 kg  |

## Teilnehmer nach Sportarten

### Jiu Jitsu
| Männer          |                |                   |      |              |      |               |               |               |               |               |
| Radoslav Markov | 62 kg Fighting | Bohdan Mochulskyi | 17:7 | Louis Cloots | 0:50 | ausgeschieden | ausgeschieden | ausgeschieden | ausgeschieden | ausgeschieden |

### Kickboxen
| Athleten          | Wettbewerb | Viertelfinale       | Viertelfinale | Halbfinale   | Halbfinale | Finale / Platz 3    | Finale / Platz 3 | Rang   |
| Athleten          | Wettbewerb | Gegner              | Ergebnis      | Gegner       | Ergebnis   | Gegner              | Ergebnis         | Rang   |
| ----------------- | ---------- | ------------------- | ------------- | ------------ | ---------- | ------------------- | ---------------- | ------ |
| Männer            |            |                     |               |              |            |                     |                  |        |
| Bogdan Shumarov   | K1 71 kg   | Miroslav Smolar     | 3:0           | Bruno Gazani | 3:0        | Vitalii Dubina      | 0:3              | Silber |
| Aleksandar Petrov | K1 81 kg   | Aleksandr Dmitrenko | 3:0           | Omari Boyd   | 3:0        | Aleksandar Menkovic | LO               | Silber |

KO = Gewinn durch Niederschlag
LO = Niederlage durch Nichtantritt

### Muay Thai
| Männer         |       |                    |            |               |               |               |               |               |
| Dimitar Markov | 71 kg | Suppachai Muensang | 0:0 RSC-OC | ausgeschieden | ausgeschieden | ausgeschieden | ausgeschieden | ausgeschieden |

RSC-OC =Referee Stopping Contest - Out Class

### Rhythmische Sportgymnastik
| Frauen            |          |        |    |               |               |               |
| Borjana Kalejn    | Ball     | 15.800 | 9  | ausgeschieden | ausgeschieden | ausgeschieden |
| Neviana Vladinova | Ball     | 17.250 | 3  | 16.800        | 5             | 5             |
| Borjana Kalejn    | Kegel    | 15.100 | 10 | ausgeschieden | ausgeschieden | ausgeschieden |
| Neviana Vladinova | Kegel    | 15.700 | 6  | 15.450        | 7             | 7             |
| Borjana Kalejn    | Reifen   | 16.300 | 9  | ausgeschieden | ausgeschieden | ausgeschieden |
| Neviana Vladinova | Reifen   | 16.800 | 5  | 14.000        | 8             | 8             |
| Borjana Kalejn    | Schleife | 14.600 | 9  | ausgeschieden | ausgeschieden | ausgeschieden |
| Neviana Vladinova | Schleife | 15.000 | 6  | 15.900        | 4             | 4             |

### Trampolinturnen
| Frauen                         |                  |        |    |               |               |               |
| Mariela Peneva Hristina Peneva | Synchronspringen | 66.300 | 10 | ausgeschieden | ausgeschieden | ausgeschieden |